# Ployart-et-Vaurseine
Ployart-et-Vaurseine település Franciaországban, Aisne megyében. Lakosainak száma 23 fő (2022. január 1.). Ployart-et-Vaurseine Arrancy, Bièvres, Bouconville-Vauclair, Chermizy-Ailles és Montchâlons községekkel határos.

## Népesség
A település népességének változása:
| Lakosok száma | 39   | 26   | 18   | 18   | 22   | 21   | 21   | 20   | 21   | 23   |
|               | 1968 | 1982 | 1990 | 2006 | 2011 | 2016 | 2017 | 2019 | 2020 | 2022 |